# Alesis
Alesis – amerykańska firma produkująca elektroniczne instrumenty muzyczne oraz sprzęt studyjny, będąca własnością Numark Industries.
Przedsiębiorstwo, mające swą siedzibę w mieście Cumberland w stanie Rhode Island, zostało założone w 1980 roku.

## Asortyment
Produkty Alesisa przeznaczone są zarówno do pracy studyjnej, jak również do występów na żywo. Skierowane są do profesjonalnych muzyków oraz bardziej zaawansowanych amatorów. Należą do nich:

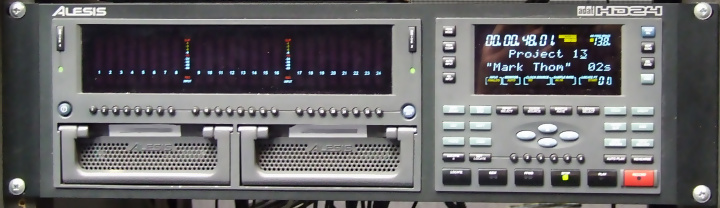
Rejestrator twardodyskowy firmy Alesis

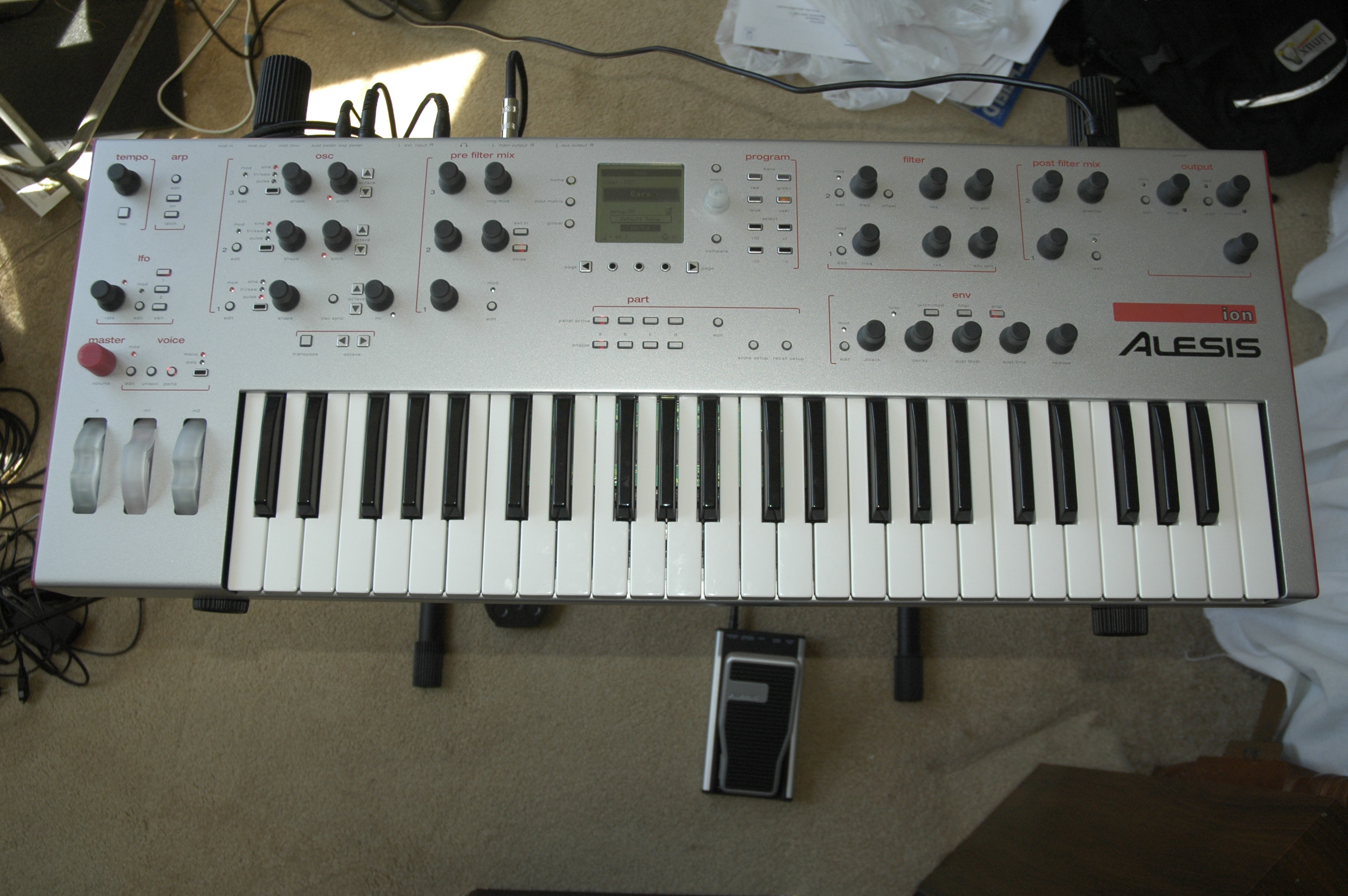
Syntezator Alesis ION

- syntezatory,
- klawiatury sterujące,
- automaty perkusyjne,
- elektroniczne perkusje,
- rejestratory twardodyskowe,
- procesory efektowe,
- miksery audio,
- monitory studyjne,
- interfejsy audio,
- słuchawki,
- pianina elektroniczne.

## Wybrane produkty firmy
- 1987 – HR-16: automat perkusyjny
- 1991 – ADAT
- 2000 – A6 Andromeda: syntezator analogowy
- 2002 – ION: syntezator Virtual Analog
- 2004 – Micron: kompaktowa wersja ION
- 2005 – Fusion: syntezator udostępniający większość znanych metod syntezy dźwięku.